# TP-LINK

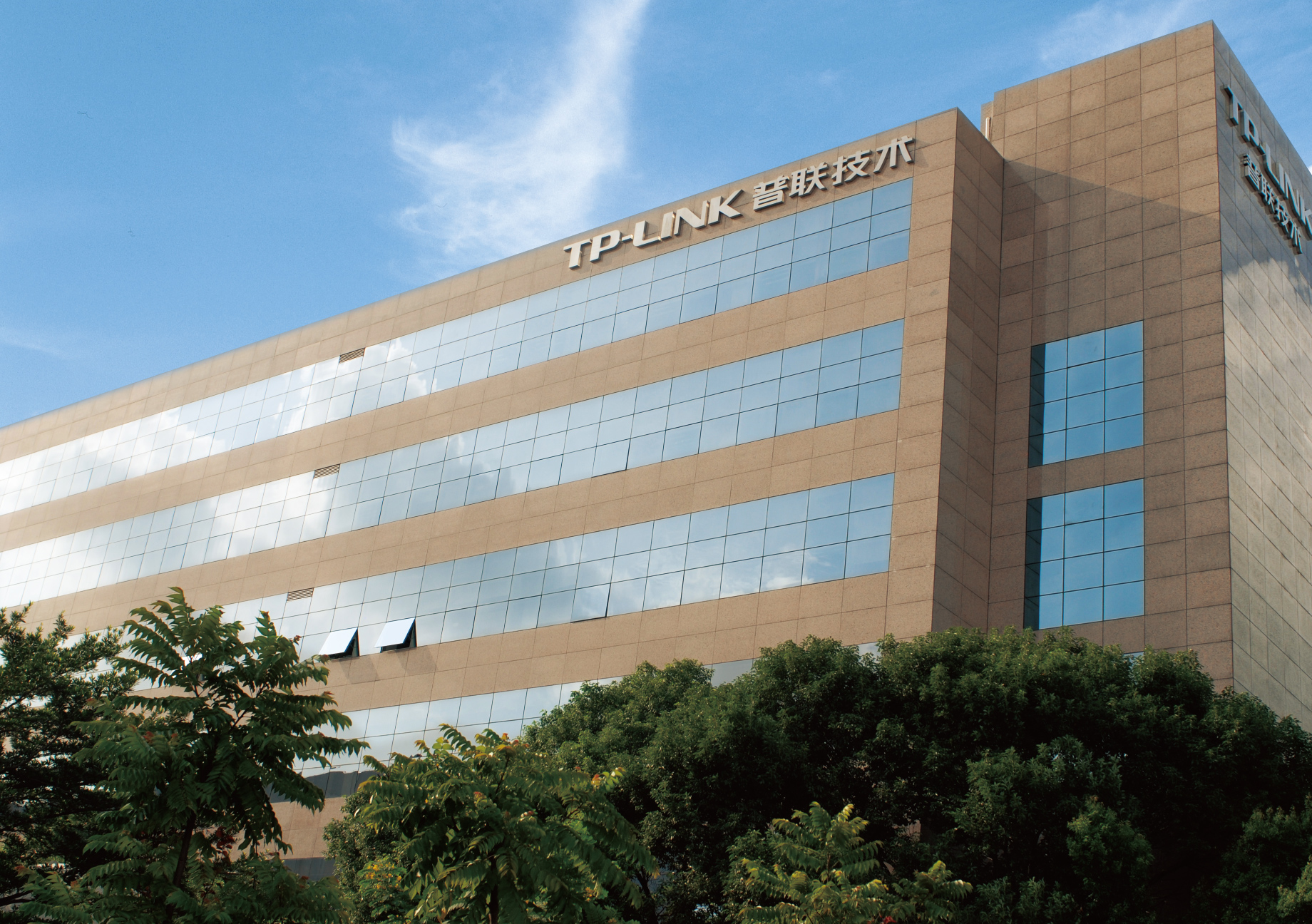
Sede central de TP-LINK en Shenzhen, China

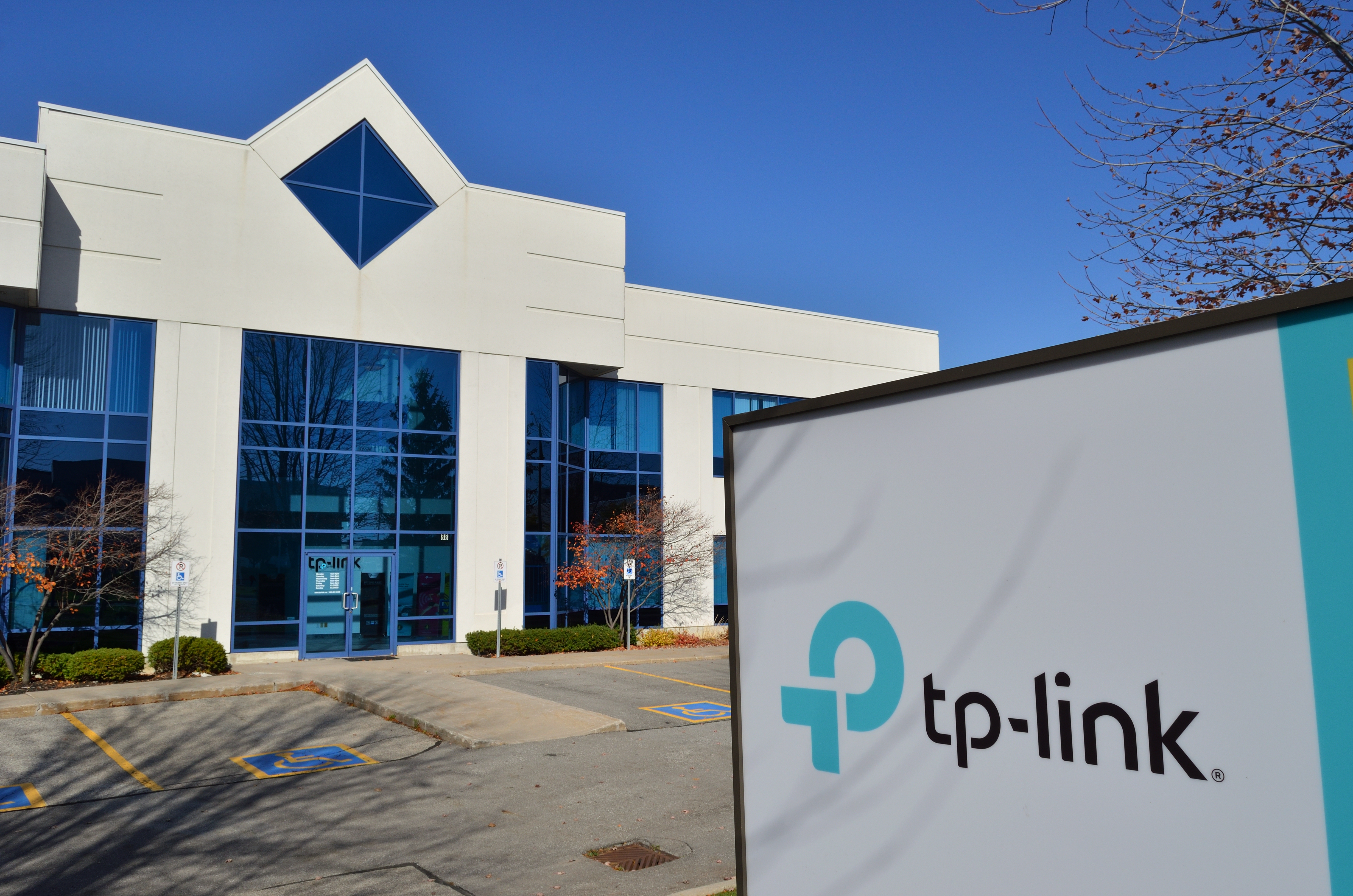
TP-Link Canadá.

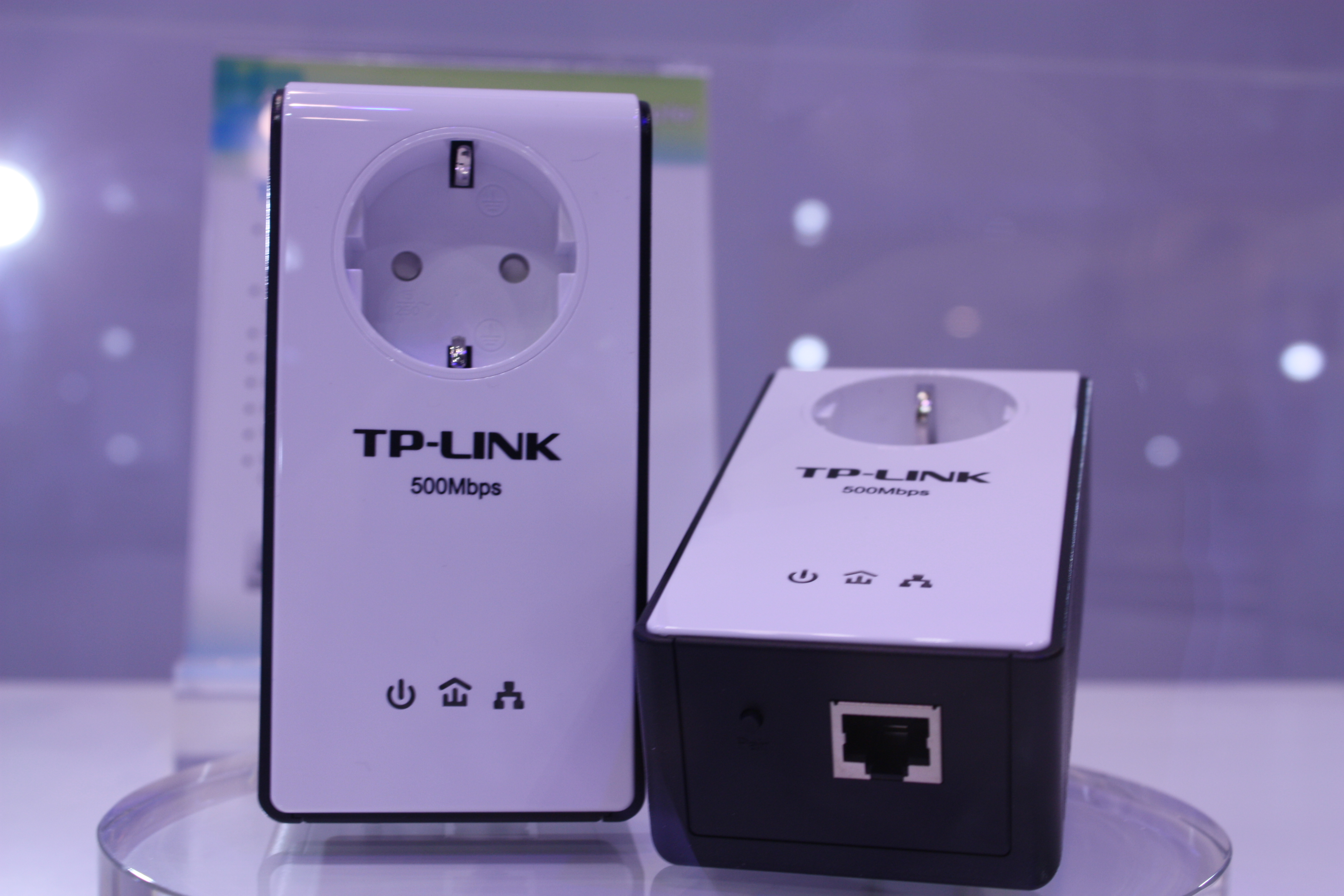
Adaptador Powerline

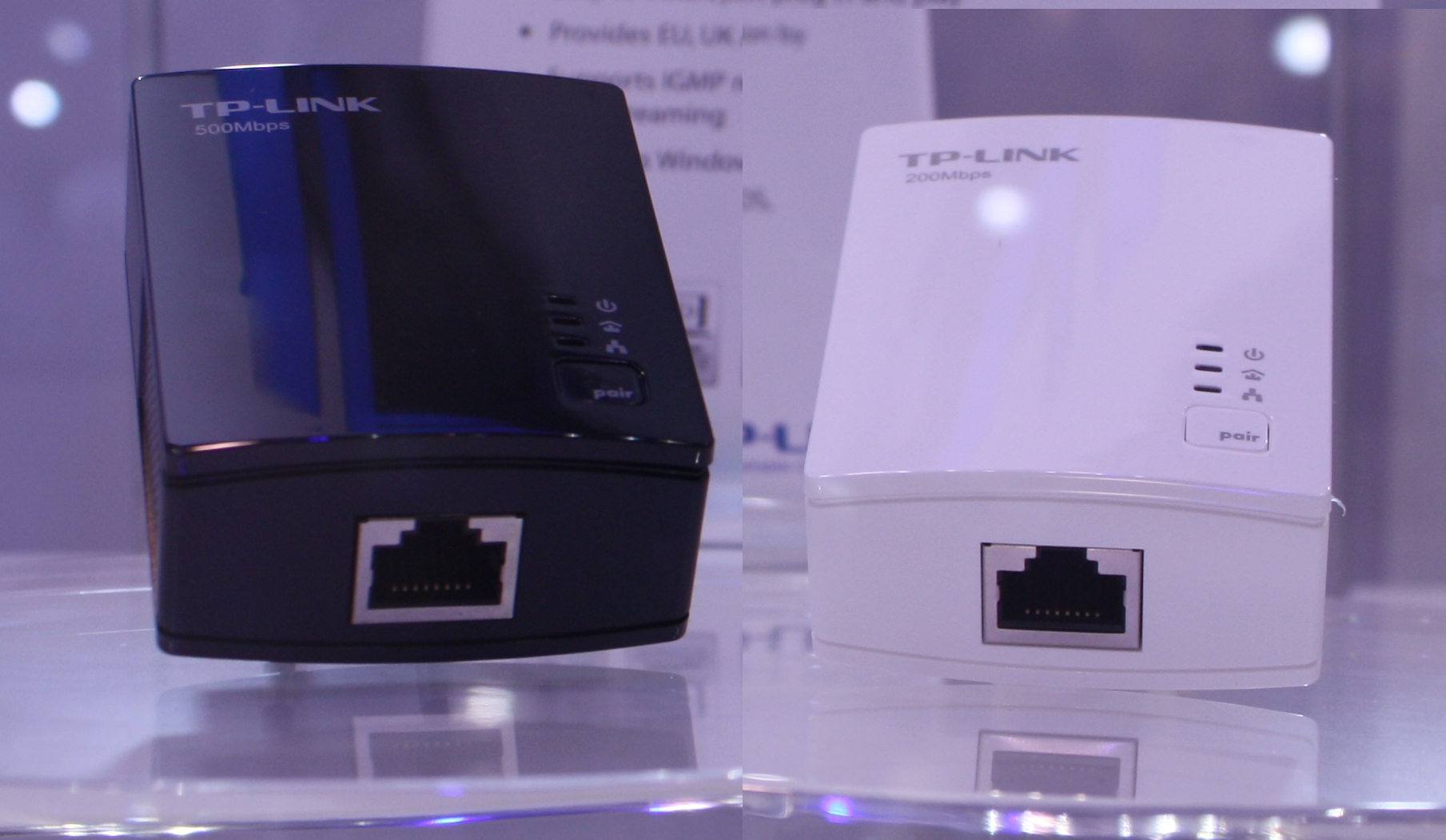
Adaptador Powerline

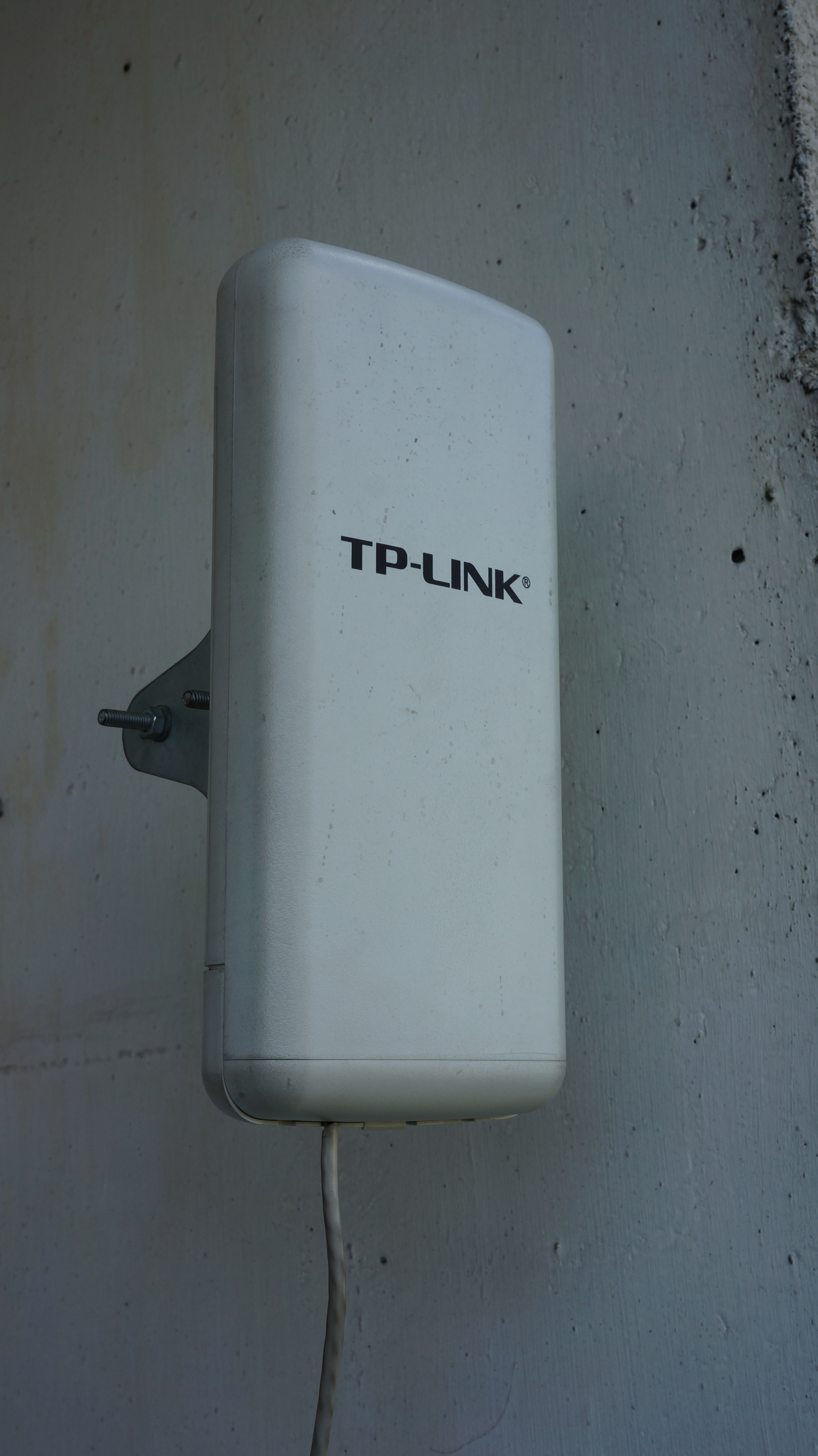
Antena Wi-Fi externa

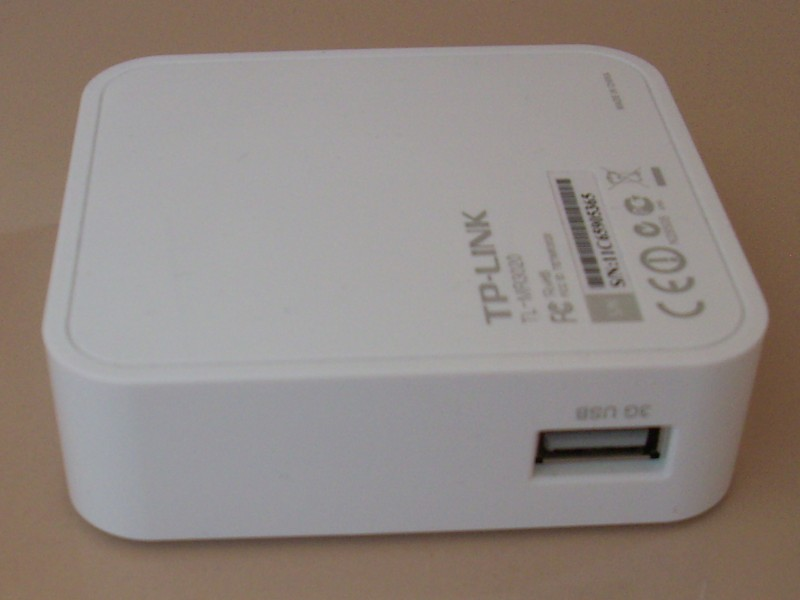
Router de viaje TL-MR3020

TP-Link Technologies CO. LTD (普聯技術 Twisted Pair-Link), comercializado y conocido como TP-Link, es un proveedor global de productos para redes informáticas con sede en Shenzhen, China. TP-LINK es el mayor fabricante de redes del mercado chino. También fue el líder mundial en distribución de productos de redes inalámbricas en el primer trimestre de 2013, con productos distribuidos a más de 100 países a decenas de millones de clientes.
TP-LINK sigue ofreciendo gran variedad de productos en redes de comunicación inalámbrica, ADSL, routers, Switches, cámaras IP, adaptadores Powerline, servidores de impresión, convertidores de medios y adaptadores de red distribuidos a nivel mundial.

## Historia
TP-LINK fue fundada en 1996 por dos hermanos, Zhao Jianjun (Cliff Chao) y Zhao Jiaxing (Jeffrey Chao), con una tarjeta de red que habían desarrollado. El nombre de la empresa se basa en el concepto de “twisted pair link” (o cable de par trenzado), un tipo de cableado electromagnético.
TP-LINK vende a través de múltiples canales de ventas a nivel mundial, incluyendo los minoristas tradicionales, los minoristas en línea, distribuidores mayoristas, revendedores de mercado directos ("DMR"), value-added resellers (“VARs”) y proveedores de servicios de banda ancha. Su principal competencia incluye empresas como NETGEAR, Belkin, Linksys, D-Link y Asus.
TP-LINK comenzó su primera expansión internacional en 2005. En 2007, la empresa se trasladó a su nueva sede de 100.000 metros cuadrados y las instalaciones en el Hi-Tech Industry Park de Shenzhen. TP-LINK USA fue fundada en 2008.
Desde su entrada en el mercado internacional en 2005, los productos de TP-Link han sido desplegados en más de 120 países. En el primer trimestre de 2013, TP-Link fue el titular de la cuota de mercado más grande en el mundo para equipos WLAN con una cuota de mercado mundial del 42,2%.
- 1996 : Fundación de la empresa TP-LINK.
- 1998 : Primera Switch Ethernet desarrollado y fabricado con éxito.
- 2000 : Obtiene la certificación de calidad internacional ISO 9001:2000.
- 2003 : Lanzamiento de productos inalámbricos 802.11b 11 Mbps
- 2004 : Productos Inalámbricos conformes a la norma 802.11g/b con Super G y eXtended Range
- 2007 : Primer fabricante de equipos SOHO en China
- 2010 : 6.600 empleados y una zona de producción de 71.000 m²
- 2013 : Sus routers portátiles TL-TR861 y TL-WR706N reciben el premio de diseño « Innovation Design and Engineering Award »

## Presencia Mundial
TP-LINK hizo su entrada al mercado mundial en 2005, desde entonces sus productos se distribuyen en más de 100 países y sirven a más de mil millones de usuarios en todo el mundo.
En 2009, el 41.8% de sus ingresos anuales fue del mercado internacional, e inició con éxito sus primeras cuatro sucursales en Singapur, Alemania, Estados Unidos e India, con planes de construcción en el Reino Unido, Rusia, Italia y Vietnam con el fin de proporcionar un servicio rápido y completo.

## Gama de productos
Los productos incluyen redes de comunicación inalámbrica, routers portátiles, routers 3G / 4G, Switches, routers, adaptadores Powerline, cámaras IP y servidores de impresión. 
Tecnología inalámbrica

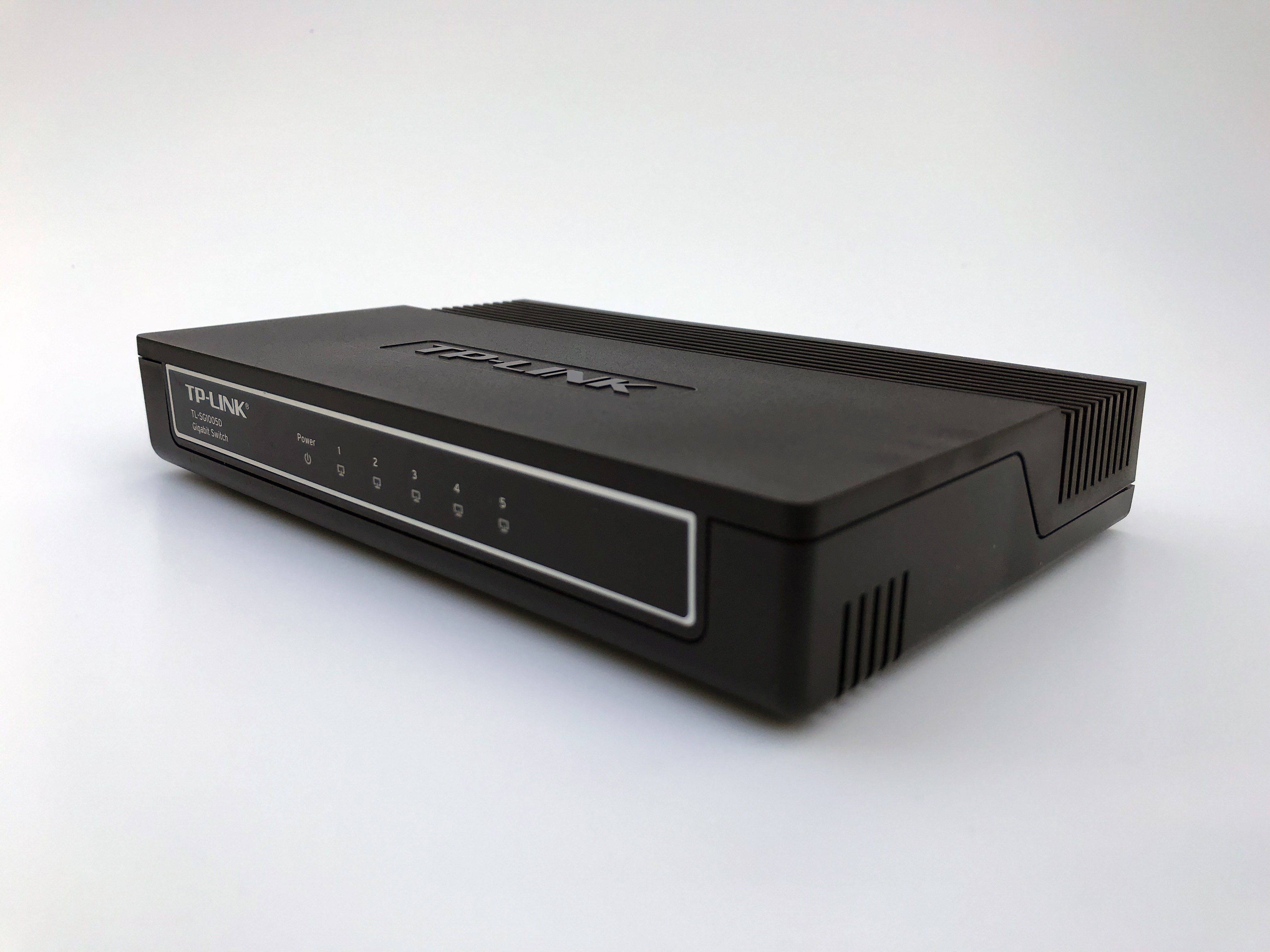
TP-Link 5-Port Gigabit Switch

TP-LINK comercializa una gama de productos de redes inalámbricas, incluyendo la línea Archer de routers inalámbricos de banda dual usando el nuevo estándar inalámbrico “802.11ax” también conocido como WiFi 6.
Routers portátiles
La línea de routers portátiles de viaje de TP-LINK son de menor tamaño que los dispositivos caseros típicos, apuntando a los viajeros de negocios o familias que viajan y necesitan compartir una conexión a Internet en un hotel para múltiples dispositivos.
Routers 3G/4G permiten compartir la conexión a Internet derivada de módems con diferentes estándares como LTE, HSPA+/HSUPA/HSDPA, UMTS, y EVDO.
Los TP-Link MR3020 y TP-Link MR3040 fueron la base de la PirateBox
Switches
TP-LINK comercializa una gama de switches Gigabit L2 gestionados bajo la marca “JetStream” junto con “smart” switches y switches no administrados.
Routers
TP-LINK comercializa routers VPN bajo la marca “SafeStream” junto con routers de banda ancha con carga balanceada.
Powerline
TP-LINK vende una gama de adaptadores y kits de iniciación utilizando el estándar de red Power Line Communications.

## Fabricación
TP-LINK es una de las pocas grandes compañías de redes inalámbricas que realiza la fabricación de sus productos en la propia empresa en contraposición a la externalización a ODMs. La compañía afirma que este control sobre los componentes y la cadena de suministro es un diferenciador competitivo clave.